# Наибольшая чередующаяся подпоследовательность
В комбинаторике, теории вероятности и информатике задача о наибольшей чередующейся подпоследовательности состоит в том, чтобы найти подпоследовательность наибольшей длины заданной последовательности, такую, что её элементы расположены чередующимся образом.
Пусть {\displaystyle \mathbf {x} =\{x_{1},x_{2},\ldots ,x_{n}\}} — последовательность различных действительных чисел, тогда подпоследовательность {\displaystyle \{x_{i_{1}},x_{i_{2}},\ldots ,x_{i_{k}}\}} чередующаяся, если
{\displaystyle x_{i_{1}}>x_{i_{2}}<x_{i_{3}}>\ldots x_{i_{k}}\qquad \land \qquad 1\leq i_{1}<i_{2}<\ldots <i_{k}\leq n.}
Аналогично, {\displaystyle \mathbf {x} } обратная чередующаяся, если
{\displaystyle x_{i_{1}}<x_{i_{2}}>x_{i_{3}}<\ldots x_{i_{k}}\qquad \land \qquad 1\leq i_{1}<i_{2}<\ldots <i_{k}\leq n.}
Пусть {\displaystyle {\rm {as}}_{n}(\mathbf {x} )} обозначает длину(число элементов) наибольшей чередующейся подпоследовательности последовательности {\displaystyle \mathbf {x} }. Например, если рассмотреть некоторую перестановку чисел 1,2,3,4,5, получится
- {\displaystyle {\rm {as}}_{5}(1,2,3,4,5)=2};
- {\displaystyle {\rm {as}}_{5}(1,5,3,2,4)=4,} потому что 1,5,3,4 и 1,5,2,4 и 1,3,2,4 чередующиеся, и нет чередующейся подпоследовательности из большего числа элементов;
- {\displaystyle {\rm {as}}_{5}(5,3,4,1,2)=5,} потому что 5,3,4,1,2 чередующаяся.

## Эффективный алгоритм
Задача о наибольшей чередующейся подпоследовательности решается за время {\displaystyle O(n)}, где {\displaystyle n} — длина исходной последовательности.
Также за время {\displaystyle O(n)} можно решить задачу о наибольшей чередующейся подпоследовательности с лексикографически минимальным множеством индексов, хоть это и заметно более сложная задача.

## Вероятностные оценки
Если {\displaystyle \mathbf {x} } — случайная перестановка чисел {\displaystyle 1,2,\ldots ,n} и {\displaystyle A_{n}\equiv {\rm {as}}_{n}(\mathbf {x} )}, тогда можно показать, что
{\displaystyle E[A_{n}]={\frac {2n}{3}}+{\frac {1}{6}}\qquad {\text{and}}\qquad \operatorname {Var} [A_{n}]={\frac {8n}{45}}-{\frac {13}{180}}.}
Более того, при {\displaystyle n\rightarrow \infty } случайная величина {\displaystyle A_{n}} центрированная, нормированная, её распределение стремится к нормальному.